# Recht auf eine gesunde Umwelt
Das Recht auf eine gesunde Umwelt oder das Recht auf eine nachhaltige und gesunde Umwelt ist ein Menschenrecht, das von Menschenrechtsorganisationen und Umweltorganisationen zum Schutz der ökologischen Systeme, die menschliche Gesundheit gewährleisten, gefordert wird.
Dieses Recht ist mit anderen gesundheitsorientierten Menschenrechten verbunden, wie dem Recht auf Wasser, dem Recht auf sanitäre Einrichtungen, dem Recht auf Nahrung, dem Recht auf Gesundheit und dem Recht auf Bildung. Das Recht auf eine gesunde Umwelt nutzt einen Menschenrechtsansatz zum Schutz der Umweltqualität im Gegensatz zur Rechtstheorie, die für die Rechte der Natur entwickelt wurde und versucht, die für Menschen oder andere juristische Personen geschaffenen Rechte auf die Natur auszudehnen.
Das Recht verpflichtet den Staat, Umweltgesetze zu regulieren und durchzusetzen, die Umweltverschmutzung zu kontrollieren und auf andere Weise Gerechtigkeit und Schutz für Gemeinden zu gewährleisten, die durch Umweltprobleme geschädigt werden. Das Recht auf eine gesunde Umwelt war ein wichtiges Recht für die Schaffung umweltrechtlicher Präzedenzfälle für Rechtsstreitigkeiten im Zusammenhang mit dem Klimawandel und andere Umweltfragen.
Das Recht auf eine gesunde Umwelt steht im Mittelpunkt des internationalen Ansatzes für Menschenrechte und die Globale Erwärmung. Zu den internationalen Abkommen, die dieses Recht unterstützen, gehören die Stockholmer Erklärung von 1972, die Erklärung von Rio von 1992 und der neuere Globale Pakt für die Umwelt. Über 150 Staaten in den Vereinten Nationen haben das Recht in irgendeiner Form durch Gesetzgebung, Rechtsstreitigkeiten, Verfassungsrecht, Vertragsrecht oder andere rechtliche Autoritäten anerkannt. Die Afrikanische Charta der Menschenrechte und der Rechte der Völker, die amerikanische Menschenrechtskonvention und das Escazu-Abkommen enthalten jeweils ein Recht auf eine gesunde Umwelt. Andere Menschenrechtsrahmen wie die Konvention über die Rechte des Kindes beziehen sich auf Umweltfragen, da sie sich auf den Schwerpunkt des Rahmens beziehen, in diesem Fall auf die Rechte der Kinder.
Die UN-Sonderberichterstatter für Menschenrechte und Umwelt John W. Knox (2012–2018) und David R. Boyd (2018–) haben Empfehlungen zur Formalisierung dieser Rechte im Völkerrecht abgegeben. Dies wurde 2020 von einer Reihe von Komitees auf UN-Ebene sowie von lokalen Rechtsgemeinschaften wie der New York City-Bar Association gebilligt.

## Resolution der Vereinten Nationen
Menschenrecht auf eine saubere, gesunde und nachhaltige Umwelt ist eine 2022 von der 76. Generalversammlung der Vereinten Nationen auf Initiative des Menschenrechtsrats der Vereinten Nationen (HRC, als HRC/RES/48/13) verabschiedete Resolution, die eine gesunde Umwelt als Menschenrecht anerkennt.

## Resolution des UN-Menschenrechtsrats
O. g. Resolution wurde 2021 auf der 48. Sitzung des HRC angenommen – es war das erste Mal, dass der HRC in einer Resolution ein Menschenrecht anerkannt hat. Der Entwurf wurde von einer Kerngruppe eingebracht: Costa Rica (schriftführend), Marokko, Slowenien, der Schweiz und den Malediven. Die Abstimmung wurde mit 43 Ja-Stimmen, 0 Nein-Stimmen und 4 Enthaltungen (China, Indien, Japan, Russische Föderation) angenommen.
Diese Resolution war nicht rechtsverbindlich, aber sie „[lud] die Generalversammlung der Vereinten Nationen ein, die Angelegenheit zu prüfen“.